# Barry Keoghan
Barry Keoghan (ur. 18 października 1992 w Dublinie) – irlandzki aktor filmowy i telewizyjny.

## Biogram
Urodził się w śródmiejskiej dzielnicy Dublina, gdzie dorastał. Na początku lat 90. XX w. w mieście szerzyło się uzależnienie od heroiny. Jego matka zmarła z powodu przedawkowania narkotyków, a Barry Keoghan i jego brat Eric zostali umieszczeni w rodzinie zastępczej. W ciągu pięciu lat bracia byli przenoszeni pomiędzy 13 różnymi domami, zanim ostatecznie zamieszkali z babcią. Zaczął grać po tym, jak odpowiedział na ogłoszenie o castingu do irlandzkiego dramatu kryminalnego Between the Canals, przeczytane na sklepowej witrynie. Studiował w The Factory, lokalnej szkole aktorskiej w Dublinie.

## Filmografia (wybór)
- 2014: W potrzasku. Belfast '71 jako Sean Bannon
- 2016: Wbrew rodzinie jako Windows
- 2017: Dunkierka jako George
- 2017: Zabicie świętego jelenia jako Martin
- 2018: Zwierzęta Ameryki jako Spencer Reinhard[2]
- 2021: Eternals jako Druig
- 2022: Duchy Inisherin[1] jako Dominic Kearney
- 2022: Batman jako Joker
- 2023: Saltburn jako Oliver Quick

## Nagrody
Podczas 76. ceremonii wręczenia BAFTA otrzymał nagrodę w kategorii: Najlepszy aktor drugoplanowy.